# Tesouro (gemeente)
Tesouro is een gemeente in de Braziliaanse deelstaat Mato Grosso. De gemeente telt 3.205 inwoners (schatting 2009).
De gemeente grenst aan General Carneiro, Guiratinga, Poxoréu en Pontal do Araguaia.